# 物々交換
物々交換（ぶつぶつこうかん）とは、物品と物品を直接に交換する決済手段である。お金（通貨）が存在しなかった時代での決済手段であると伝統的な経済学では説明してきたが、文化人類学はこの見解に否定的である。「物」とあるが、無形のサービスについても使う。

## 概説

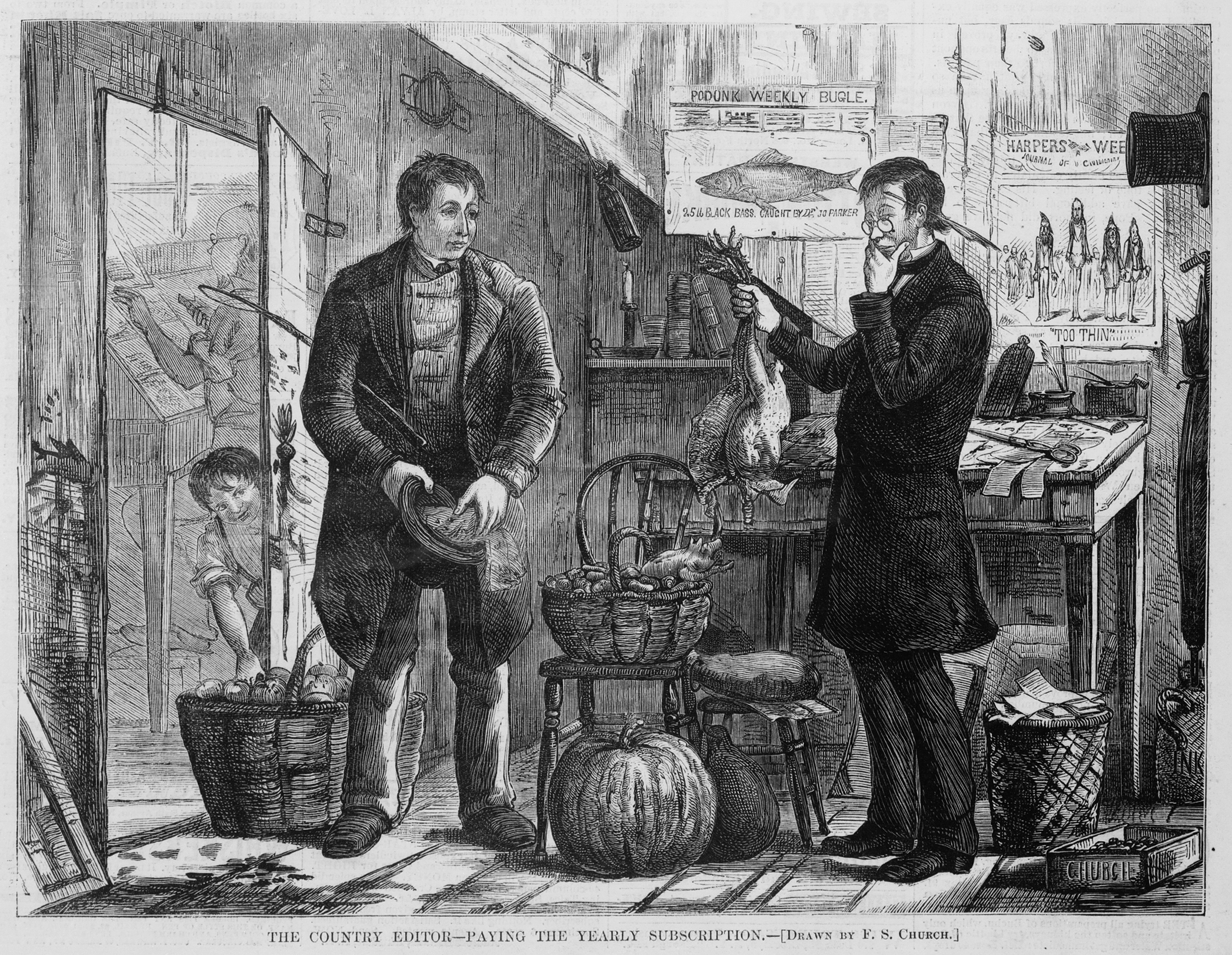
何羽分かの鶏肉を新聞の年間購読と交換しようとする男性

貨幣などの媒介物を経ず、物やサービスを直接的に交換する、交換の基本形態である。
例えば、村や街の市場（いちば）で、芋を大量に持っている人が、服を大量に持っている人に、芋と服を交換することを持ちかけ、交換する割合やその量といった内容について合意できたら、物々交換が行われる。
また市場以外でも、何らかの物品を大量に持っている人が家々、街々を巡りつつ物々交換を行うという方法がある。例えば芋を大量に持っている農家の人が、その芋の山を馬車や車の荷台に積み、街まで行き、人々に「芋いらんか～」などと声をかけ、欲しいと言った人に何を交換物として出せるか尋ね、提示された品物に応じて、それにふさわしいと農家側が考える芋の量を提示して物々交換を行う。家や街を巡るうちに、荷台にあった芋の山が、次第に様々な日用品や道具や衣類などに変わってゆくことになり、芋の山が必要な品々に変わった時点で自分の家へと帰る。
実態としては、専業というより農民の副業・内職に近かったであろう。米農家が野菜・麦を作ったり、農閑期・夜なべなどで服・鶏肉・卵や豆腐・納豆・味噌を作って物々交換をしていた。子供の年齢とともにニーズが替わる子供用品なども、お互いに物々交換をしていたと思われる。次第に野菜農家・養鶏場が生まれ、村に豆腐屋などを専業にする者が現れ始めた。その交換価値については、日本においては米が基準になっていたであろう。商品経済の発達にともない不都合が許容できなくなり、貨幣が使われるようになった。
このように、物々交換は自分の持つ財を相手が欲求し、自分の欲する財を相手が持っているという2つの欲望を同時に叶える相手とマッチングし、交渉が折り合った場合に成立する。経済学ではこの条件を「欲望の二重の致」というが、市場の範囲が広くなる、扱う商品やサービスが多様になるほど、欲望の二重の一致には多くの労力を要し、確率的にも困難となる
。この非効率さを解消するために貨幣が出現したという説が有力となっている。
19世紀や20世紀初頭までは様々な品目について頻繁に行われており、アンデス高地で開かれる市場（いちば）では、冷戦時代あたりまで普通に物々交換が主流で行われていた（21世紀以降は貨幣のほうが優勢になった）。
日本でも第二次世界大戦（太平洋戦争）中、しばしば物々交換が行われた。日本では食料が不足し、政府は食料品を配給制にしたが、次第に配給される食料の量は減り、ついにはとてもではないが配給では人が生きてゆけないほどの量にまで減らしてしまった。そこで街に住む人々はしかたなく、自分が持っている物、例えば着物（特に、日常には用いない高級な着物や「嫁入り道具」として持ってきた着物）、装飾品、食器、骨董品、腕時計等、交換できそうな物を持って、汽車に乗り農村まで行き、農家めぐりを行った。自分が持ってきた物を農家の人の前に提示し、それを農家の側が評価して、米や野菜と交換したり、農家の側が交換を拒否したり、ということが行われた。日本全体では食料が不足していて、街では不足していたが、農家にはまだ十分な米や野菜があったのである。その結果、農家の蔵には、高級な着物や骨とう品が山のように集まってくることになった。切迫した状況下、取引が全く成立しないと飢えてしまうような状況下にあるのはあくまで街の住人の側であり、農家の側からみれば、物々交換が成立しなくてもさほど困るような状況にはなく、取引の場で主導権・決定権を握っているのは農家の側であった。
同様の例は、第二次世界大戦中におけるソビエト連邦における食糧事情絡みでも見られた。1930年代、ヨシフ・スターリンの農業政策によって集団農場化を推進した事で農村が荒廃した事、さらに独ソ通商協定（英語版）が1941年に破棄された事で食糧事情が悪化。これに対して都市部の住民は、家庭菜園で収穫された作物や配給品のパンと、コルホーズで収穫された農作物との物々交換によって食料を補った。
近年の先進国や中進国においては、貨幣への信頼が無くなったり、超インフレーションが起こったり、貨幣の発行が途絶えたりして、貨幣経済が麻痺した状況下で行われる。例えばソビエト連邦の崩壊直後のロシアではルーブルに代わってマールボロが貨幣代わりに使われ俗に「マルボロ通貨」「マルボロ本位制」、そしてニコラエ・チャウシェスク政権によるルーマニア社会主義共和国の崩壊とその後成立したルーマニアの混乱期においては、レウ（ROL）に代わってブリティッシュ・アメリカン・タバコのケントが同様の役割を果たし、マールボロと同様に「ケント本位制」と揶揄された著名な例が残るように、物々交換経済が顕著であった。正常に貨幣経済が機能していても、片方に支払い能力が乏しいとき、商品で支払われることがある。給料の現物支給なども、物々交換の一種である。

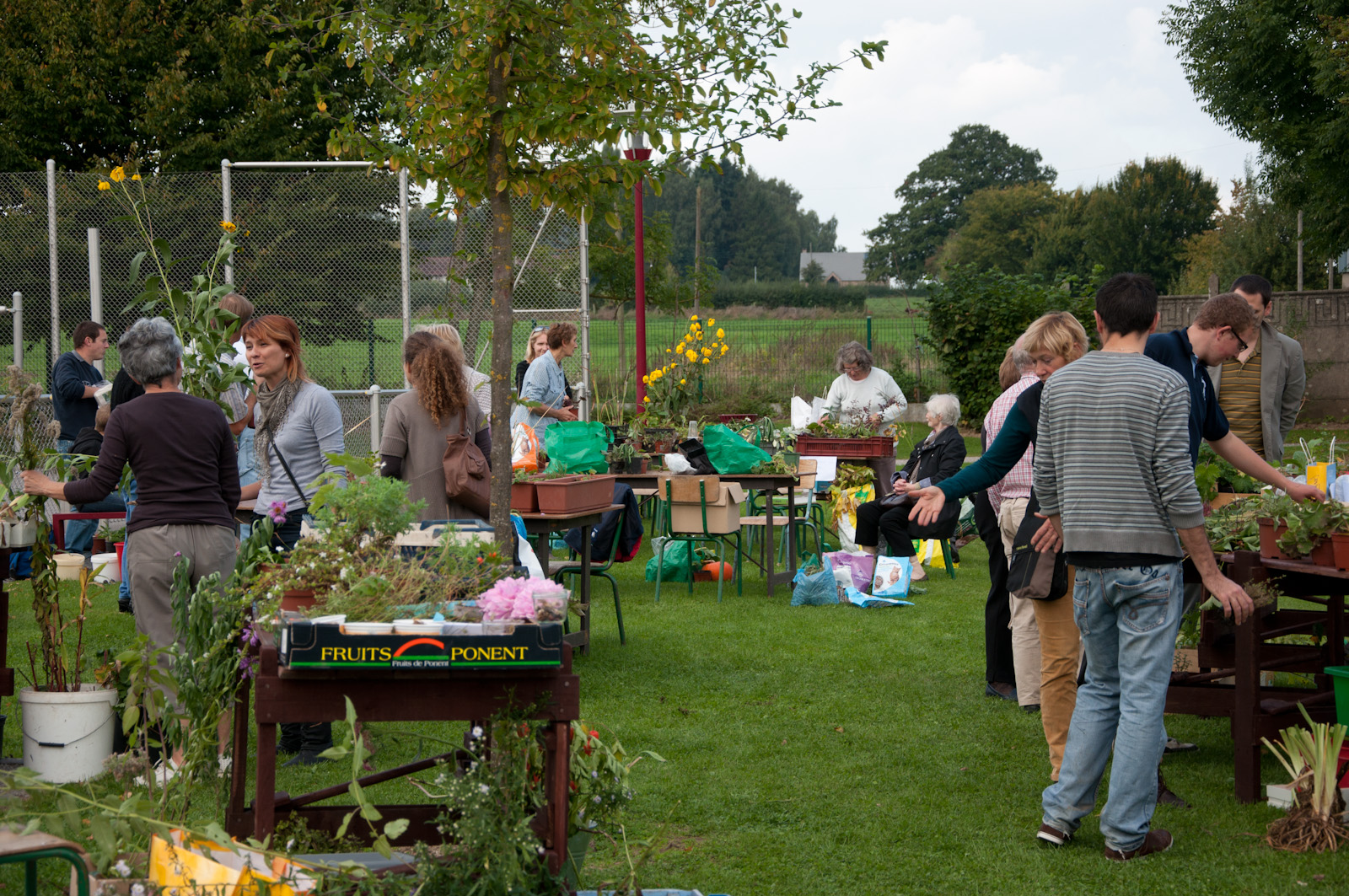
現代の先進国で行われている、植物と植物の物々交換。こうした場が定期的に設けられる。

現代の先進国でも、植物について、定期的に物々交換の場が設けられることがある。ひとりひとりの栽培者の視点で見ると、特定の品種が大量に増える傾向があり、その品種が余ってしまう。そのような人々がひとつの場所に集まり、互いに持っていない品種と物々交換すると、それぞれが持つ品種の数を増やすことができ、様々な植物を楽しむことができるようになる。
物々交換は、貨幣の数値としては現れないので、単純な数字では把握しづらい。物品やサービスの種類ごとに分類すれば、局地的に統計をとったり、推計をすることは一応はできるが、いずれにせよ総量を把握することについてはなかなか難しい面がある。
また、物々交換に対し、税金をかけることは困難である。
近年、インターネットの出現で、双方向通信の特質とでもいえる交換条件の提示と閲覧が容易となった世界において、物々交換を主体としたオンラインサイトが出現している。
また、「わらしべ長者」という、この物々交換をテーマとした日本の昔話がある。

## 文化人類学による批判
貨幣は物々交換から生まれたという仮説は古代ギリシャのアリストテレスの頃から言及され、ジョン・ロックやアダム・スミスによって主張されてきたものであるが、文化人類学の知見はこの仮説に否定的である。アメリカの経済人類学者、ジョージ・ドルトンによれば「われわれが信頼できる情報を持っている過去の、あるいは現在の経済制度で、貨幣を使わない市場交換という厳密な意味での物々交換が、量的に重要な方法であったり、最も有力な方法であったりしたことは一度もな」く、またケンブリッジ大学の人類学者キャロライン・ハンフリーによれば「物々交換から貨幣が生まれたという事例はもちろんのこと、純粋で単純な物々交換経済の事例さえ、どこにも記されていない。手に入れることができるすべての民族誌を見る限り、そうしたものはこれまでに一つもない」という。
アメリカの経済史家チャールズ・キンドルバーガーは「経済史家はことあるごとに経済取引は自然経済や物々交換経済から貨幣経済を経て、最終的に信用経済へと進化してきたと唱えつつけている。1864年には、経済学のドイツ歴史学派のブルーノ・ヒルデブラントがこうした見方を示した。残念ながら、それはまちがっている」とし、フェリックス・マーティンは「21世紀初めには、実証的証拠に関心を持つ学者の間で、物々交換から貨幣が生まれたという従来の考え方はまちがっているというコンセンサスができあがって」おり、人類学者のデビット・グレーバーは「そうしたことが起きたという証拠は一つもなく、そうしたことが起きなかったことを示唆する証拠は山ほどある」とする。
このような誤謬が生じた原因は「残っている貨幣のほとんどすべてが硬貨だけである」ことに起因し、信用取引や清算取引、あるいは会計システムといった（原始社会にさえ存在したであろう）無形のものが容易に失われてしまうためであるとフェリックス・マーティンは指摘している。

## バーター貿易
バーター貿易（バーターぼうえき）とは、物々交換による貿易のこと。求償貿易（きゅうしょう ぼうえき）ともいう。
全貿易額を等価交換するものから、一定期間を過ぎた後に交換によって生じた貿易差額を現金で清算･勘定するものまで、様々な形態がある。
主に外貨が不足している発展途上国との貿易で使われ、旧共産圏内で多用された。

### 企業
企業間のキャッシュレス取引は「バーター取引」と呼ばれるが、IRTAなどの国際的組織によるバーター取引は、法定通貨の代わりにブローカーが発行する代替通貨を介した貿易であり、本来の意味での物々交換とは乖離がある。